# Технецій
Техне́цій — радіоактивний хімічний елемент. Символ Тс, атомний номер 43; атомна маса 98,9062. Назва походить від грец. τεχναστος — штучний. Найлегший елемент, що не має стабільних ізотопів.
Перший штучно отриманий елемент. Відомо 20 радіоактивних ізотопів з масовими числами 92—108. Найбільш довговічний — 97Тс — має період напіврозпаду Т1/2 4,21 мільйона років. Технецій можуть виробляти в ядерних реакторах. Загальна його кількість, вироблена таким чином — сотні кілограмів.
Елемент використовують як радіоактивне джерело у ядерній медицині, дефектоскопії тощо.

## Історія

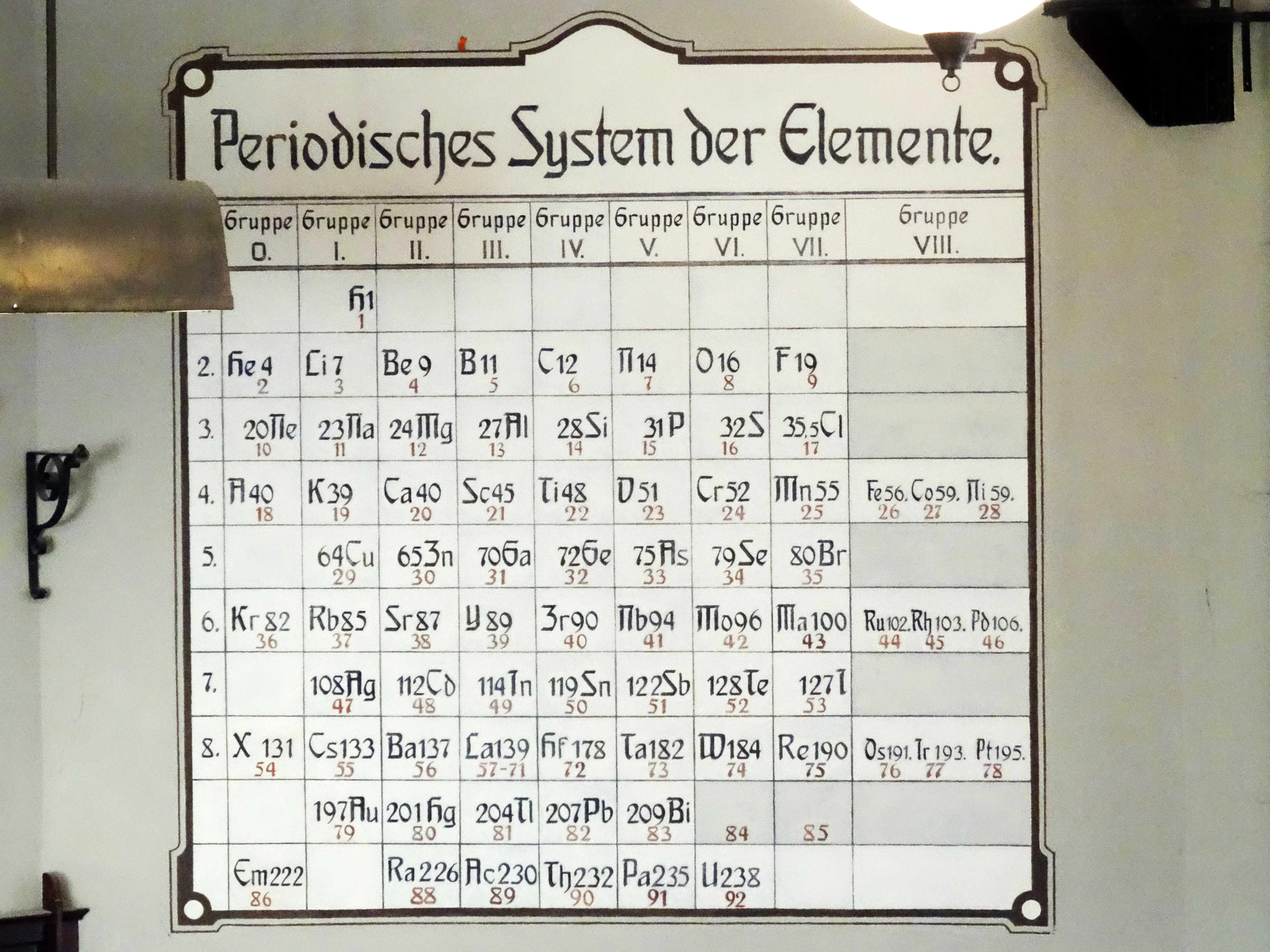
Періодична система з Гданського університету, перша половина 20 століття. Мазурій розміщений у клітинці 43.

У 1871 році Менделєєв передбачив існування елементу з атомним номером 43, який він назвав ека-марганцем, проте ще раніше було кілька хибних «відкриттів» цього елементу. Першим був «полініум», виділений Готфрідом Озанном з платини у 1828 році. Впродовж наступного століття дослідники повідомляли про відкриття цього елементу під назвами «ільменіум» (Ганс Рудольф Герман, 1846), «пелопіум» (Генріх Розе, 1845), «девій» (Серж Керн, 1857). Після того, як стали приблизно зрозумілими властивості невідомого елементу, кількість повідомлень про його відкриття зросла: «люцій» (Проспер Баррайр, 1896), «ніппоній» (Масатака Огава, 1908), «нео-молібден» (Макс Гербер, 1917), «мозелій» (Клод Босанке, 1924), «мазурій» (Іда Ноддак, 1925). Варто зазначити, що Менделєєв передбачив два елементи, властивостями подібні до марганцю (номер 43 і 75). Другий, двімарганець, був відкритий у 1925 році і нині відомий як реній. Тому можливо, деякі вчені, що не відкрили елемент 43, насправді відкрили елемент номер 75. Достовірно відомо, що «ніппоній» Огави містив значну кількість ренію. Також, деякі дослідники припускають, що Ноддак насправді могла знайти в уранових мінералах технецій, що перманентно утворюється там через поділ ядер урану.
У 1934 році Джозеф Маттаух сформулював правило ізобар, згідно з яким, не можуть існувати стабільні ядра, що мають однакове масове число і заряд, що відрізняється на одиницю. Молібден і рутеній мають по 7 стабільних ізотопів:
| Стабільні ізотопи | 92  | 93 | 94  | 95  | 96  | 97  | 98  | 99  | 100 | 101 | 102 | 103 | 104 |
| ----------------- | --- | -- | --- | --- | --- | --- | --- | --- | --- | --- | --- | --- | --- |
| Mo                | Так | Ні | Так | Так | Так | Так | Так | Ні  | Так | Ні  | Ні  | Ні  | Ні  |
| Ru                | Ні  | Ні | Ні  | Ні  | Так | Ні  | Так | Так | Так | Так | Так | Ні  | Так |

Враховуючи, що атомна маса рутенію 101,07, а молібдену — 95,94 (і атомна маса технецію має перебувати в цих межах), стало зрозуміло, що технецій може не мати стабільних ізотопів.
У той же час Еміліо Сегре приєднався до групи фізиків «Via Panisperna boys» під керівництвом Енріко Фермі, що досліджувала трансмутації елементів під дією повільних нейтронів. У 1936 році Сегре став професором в Університеті Палермо, і відвідав з візитом Берклі, де зацікавився можливостями винайденого у Лоуренсом у 1929 році циклотрона. Він повернувся у Палермо зі шматком опроміненого у циклотроні металу, у якому було знайдено багато нових радіоактивних ізотопів, наприклад, 32S. У лютому 1937 року Сегре отримав з Берклі опромінений у циклотроні шматок молібденової фольги, що бомбардувалася у циклотроні ядрами дейтерію. Для хімічної експертизи Сегре запросив Карло Пер'єра професора мінералогії, що працював у тій же будівлі, де знаходилися фізичні лабораторії.
Для виділення надзвичайно малої кількості технецію (10−10 г), дослідники розчинили молібден в киплячому аміаку, виділили з розчину радіоактивний фосфор, ніобій, цирконій, рутеній і власне молібден, після чого додали у розчин реній, і виділили його звідти за допомогою сірководню. Отриманий сульфід ренію виявився радіоактивним, що дозволяло сподіватись, що деякий, хімічно схожий на реній радіоактивний елемент також був присутній у зразку. Потім розчинений сульфід ренію перетворили на оксид за допомогою пероксиду водню, і дистилювали з розчину власне реній, що не виявляв ознак радіоактивності. Залишок було визнано розчином радіоактивного елементу номер 43, хоча виділити його для аналізу або отримання рентгенівського спектру.
Технецій утворювався з молібдену завдяки реакції
{\displaystyle \mathrm {^{2}_{1}D\ +\ _{42}^{96}Mo\ \longrightarrow \ _{43}^{97}Tc+\ _{0}^{1}n} }.
У 1938 році Отто Ган відкрив явище поділу ядра урану, і у 1940 році Сегре і американська вчена-фізик Ву Цзяньсюн знайшли 43-й елемент у продуктах розпаду. Це дозволило накопичувати його значно швидшими темпами.
Протягом наступних років, було отримано більшу кількість нового елементу, і у 1947 році була опублікована стаття у Nature, з його описанням. У цій же статті була запропонована назва «технецій». Також, розглядалися варіанти назв «трінакріум» і «панорміум».
У 1952 році Пол Меррілл знайшов лінії технецію у спектрах деяких зір, що стало підтвердженням теорії нуклеосинтезу.
У 1957 році був побудований технецієвий генератор, що міг видавати стабільні кількості ізотопу Tc99m.
У 1962 році технецій (у слідових кількостях — нг/кг) було виявлено на Землі в уранових рудах з Бельгійського Конго.

## Властивості

Кристалічна структура технецію.

Проста речовина — технецій. Метал сріблясто-білого (сріблясто-коричневого) кольору. Кристалічна ґратка гексагональна з параметрами a=2,7404 і с=4,398 Ǻ, у надтонких шарах (бл. 10–8 мкм і менше) гранецентрована кубічна. Густина 11,5. tплав 2172 °С, tкип 4877 °С.
Твердість за Брінелем — 112 МПа, границя міцності — 800 МПа, модуль зсуву — 123 ГПа, модуль Юнга — 322 ГПа, модуль всебічного стиску — 381 ГПа, коефіцієнт Пуассона — 0,31.
Магнітна сприйнятливість — 2,7×10−6cm3·g−1. Питомий опір (при 20 °C) — 18,5×10-8 Ом·м. Переходить у надпровідний стан при 11,2 К, що є найвищою температурою для металів з гексагональною решіткою.
Радіоактивний розпад технецію-99 постійно нагріває його з потужністю близько 15 міліват/г.
Розчиняється в Н2О2. Взаємодіє з хлором, сіркою, киснем.
Ступені окиснення +5 і +6, також +4. У вищих ступенях окиснення — слабкий окисник. Оксиди: Тс2О7, ТсО3, ТсО2. Комплексоутворювач (К2ТсН9).

## Ізотопи
Усього відомий 51 ізотоп технецію з масовими числами від 85 до 120, 15 з яких — метастабільні. Три з них — 97, 98 і 99 мають період напіврозпаду більший ніж рік — 4,21 мільйони, 4,2 мільйони і 211 тисяч років відповідно. Найбільш розповсюдженим є технецій-99, що активно утворюється в ядерних реакторах.
Також, важливими ізотопами є метастабільні ізотопи Tc99m і Tc95m з періодами напіврозпаду 6,0067 годин і 61 день відповідно.

## Поширення
У природі технецій у незначних кількостях виявлено в уранових рудах (5×10−10 г на 1 кг урану). Технецій-99 утворюється у 6 % випадків при спонтанному поділі урану-235.
Технецій активно утворювався у природному ядерному реакторі «Окло», що був активний 1,7 мільярдів років тому.
Виявлений у спектрі деяких зір класів M, MS, S, SC і C-N, які називають технецієвими зорями. Технецій утворюється в них на пізніх стадіях їх еволюції під час s-процесу. Серед зір, що мають значну концентрацію технецію, можна виділити R Близнят і R Андромеди.
У 1950-х було повідомлено, що спектральні лінії технецію було виявлено на Сонці, проте пізніші дослідження довели помилковість цих тверджень.

## Отримання
Більша частина технецію утворюється у ядерних реакторах при викликаному захопленням теплового нейтрона поділі ядра урану-235, а також при індукованому поділі ядер урану-233, плутонію-239, урану-238 і торію-232. В середньому, з однієї тонни урану утворюється 0,85 кг технецію. Атомна електростанція потужністю 3500 МВт продукує близько 10 кілограмів технецію на рік. Практично весь технецій, що утворюється на АЕС представлений ізотопом Tc99 — легші ізотопи практично не утворюються, а важчі швидко розпадаються.
Технецій виділяють у процесі PUREX (англ. plutonium uranium reduction extraction), у якому з ядерних відходів виділяють уран і плутоній для повторного використання, а радіоактивні домішки розділяють на складові. Спочатку відходи розчиняють у нітратній кислоті і розчин передають на подальшу переробку. Однак кілька металів (технецій, молібден, рутеній, паладій та деякі інші) не розчиняються, а випадають в осад. Технецій в осаді існує у вигляді оксиду TcO4. З осаду оксид екстрагується трибутилфосфатом (TBP), перетворюючись на пертехнетат (HTcO4·3TBP). Металічний технецій одержують відновленням його сполук воднем при 500—1000 °С або електрохімічно. Концентрація технецію в урані повторного використання становить усього 4 мільйонних частки, а більша частина технецію переходить у тверді радіоактивні відходи. Виділяється з відходів лише незначна кількість технецію.
Процес отримання метастабільного ізотопу технецію Tc99m відрізняється: оскільки цей ізотоп має дуже малий час існування (період напіврозпаду близько 6 годин), його не виділяють із відходів безпосередньо. Натомість, із радіоактивних відходів виділяють радіоактивний молібден-99, період напіврозпаду якого 66 годин (80 % цього ізотопу отримують із реакторів на збагаченому урані, яких значно менше, ніж звичайних АЕС). Колонка, заповнена оксидом алюмінію з адсорбованим на ньому молібденом, встановлюється безпосередньо в місцях використання технецію (в першу чергу, лікарнях). Розпадаючись, молібден утворює Tc99m, що перебуває в формі пертехнетату натрію (NaTcO4), який вимивається з колонки шляхом елюції. Одного картриджу з молібденом вистачає на тиждень роботи генератора. Такі генератори іноді називають «технецієвими коровами» через їх принцип роботи.

## Застосування

### Радіомедицина

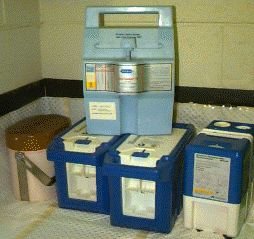
Сучасні технецієві генератори

Метастабільний ізотоп технецію Tc99m має період напіврозпаду 6,01 години, і у 89 % випадків випромінює при розпаді фотон з енергією 140,5 КеВ. Сполуки Tc99m, такі як пертехнетат натрію або сульфід технецію є складовими більшості сучасних радіофармпрепаратів, які використовуються у ядерній медицині (різні сполуки використовуються для дослідження різних органів).
Серед переваг технецію — його доступність (генератори Tc99m, працюють на відпрацьованому ядерному паливі, постійно продукуючи невеликі кількості технецію, розміщуються прямо в лікарнях, прості у використанні і недорогі — ціна такого генератора становить лише 1-2 тисячі доларів), різноманіття хімічних сполук, що дозволяє підібрати специфічний препарат для конкретного органу, невисока загальна кількість випромінювання, що буде поглинена тканинами.
Загалом, технецій використовується у 80 % всіх процедур сцинтиграфії.

### Інші
Технецій-95, що має період напіврозпаду 61 день, використовується як радіоактивна мітка для досліджень розповсюдження технецію в природі.
Технецій-99 розпадається майже завжди лише випромінюючи β-частинки (гамма-кванти випромінюються лише у 0,000065 % випадків), тому використовується як β-стандарт у радіометрії та дозиметрії для калібрування інших приладів.
Пертехнат аммонію (NH4TcO4) і калію (KTcO4) використовуються як інгібітори проти корозії для сталі. Використання цих сполук є обмеженим через радіоактивність, проте є важливим для будівництва сховищ відпрацьованого ядерного палива.
Технецій може використовуватись як каталізатор для дегідратації аліфатичних спиртів, циклогексана і його похідних.